# Johann Friedrich Christoph Buff
Johann Friedrich Christoph Buff (* 22. Oktober 1756 in Queckborn bei Grünberg; † 13. März 1826 in Gießen) war ein deutscher evangelischer Geistlicher.

## Leben

### Familie
Johann Friedrich Christoph Buff war der Sohn des Queckborner Pfarrers Johann Georg Buff (* 10. Januar 1716 in Steinbach; † 9. August 1773 in Gladenbach), seit 1768 Pfarrer und Metropolitan in Gladenbach und dessen Ehefrau Elisabeth Agneta Marie (* 22. November 1724 in Grünberg; † Juni 1793 in Gladenbach), die Tochter des Forst- und Regierungssekretärs Georg Conrad Haberkorn (1692–1774); er hatte noch eine Schwester.
Johann Friedrich Christoph Buff war seit dem 6. Januar 1785 mit der Tochter des Superintendenten und Hochschullehrers Johann Georg Bechtold verheiratet; gemeinsam hatten sie mehrere Kinder.

### Werdegang
Johann Friedrich Christoph Buff erhielt seinen ersten Schulunterricht bei seinem Vater und bei seinem späteren Schwager, dem Pfarrer Johann Christian Jeremias Strack (1730–1811) in Queckborn, der diese Pfarrstelle seit 1769 innehatte und die Ausbildung später in Fulda weiterführte.
Ein Jahr nach dem Tod seines Vaters immatrikulierte er sich an der Universität Gießen zu einem Studium der theologischen und philosophischen Wissenschaften und hörte die theologischen Vorlesungen bei Johann Hermann Benner (1699–1782), Johann Georg Bechtold, Ludwig Benjamin Ouvrier und Johann Michael Lobstein sowie die philosophischen Vorlesungen unter anderem bei Andreas Böhm, Johann Christoph Friedrich Schulz und Christian Heinrich Schmid; dazu studierte er im Nebenfach Mathematik.
Nach Beendigung des Studiums verzichtete er auf eine angebotene Hofmeisterstelle in Petersburg und folgte dem Rat seiner Verwandten, eine Hauslehrerstelle in Lengfeld beim Freiherrn von Müller anzunehmen.
Weil er eine bleibende Anstellung suchte, bewarb er sich um die Stelle eines Freipredigers in Darmstadt und hatte hierbei die Aussicht, Privatunterricht geben zu können. Er erhielt die Anstellung am 17. September 1783, allerdings mit dem Hinweis, dass er kein Vorrecht zur Beförderung vor anderen Kandidaten hatte. Aufgrund seiner Predigten erhielt er jedoch innerhalb eines Jahres das Angebot, die Nachfolge des verstorbenen Stadtpfarrers als zweiter Stadt- und Burgprediger (siehe Burgkirche) in Gießen antreten zu können; 1806 wurde er erster Prediger.
1805 wurde er Inspektor des Stadt- und Landamts Gießen und 1807 erfolgte die Ernennung zum Kirchen- und Schulrat; fünf Monate später wurde er zum Wirklichen Kirchenrat bestellt und 1809 erhielt er das Amt des Superintendenten  der Marburger Diözese.
Er wurde am 9. Februar 1826 in den Ruhestand versetzt.
Johann Friedrich Christoph Buff war Herausgeber des Magazins für Fest- und Casualpredigten sowie Mitherausgeber des Marburger Magazins für Wochen- und Leichenpredigten.